# افراز (معماری)

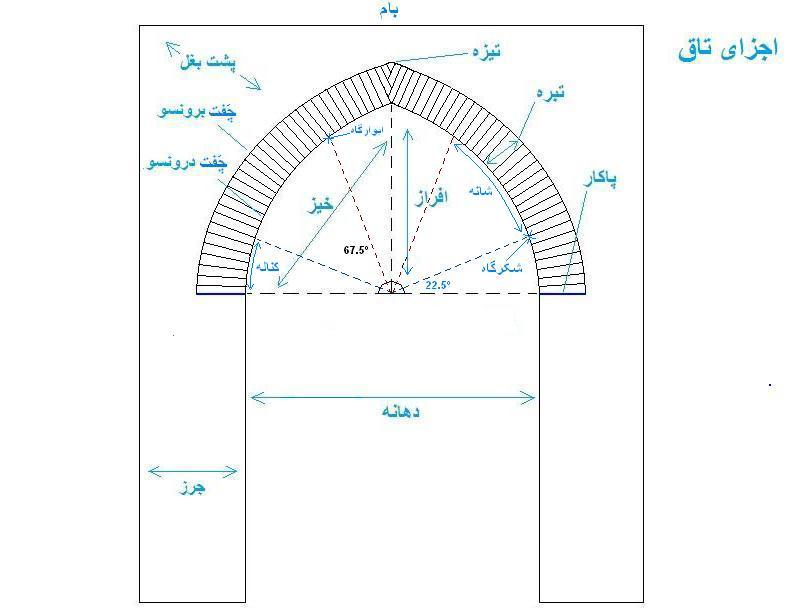
اَفراز بلندای تاق از نقطه میانی دو پاکار تا تیزه است که این فاصله اوج ژرفای کوژ تاق است.

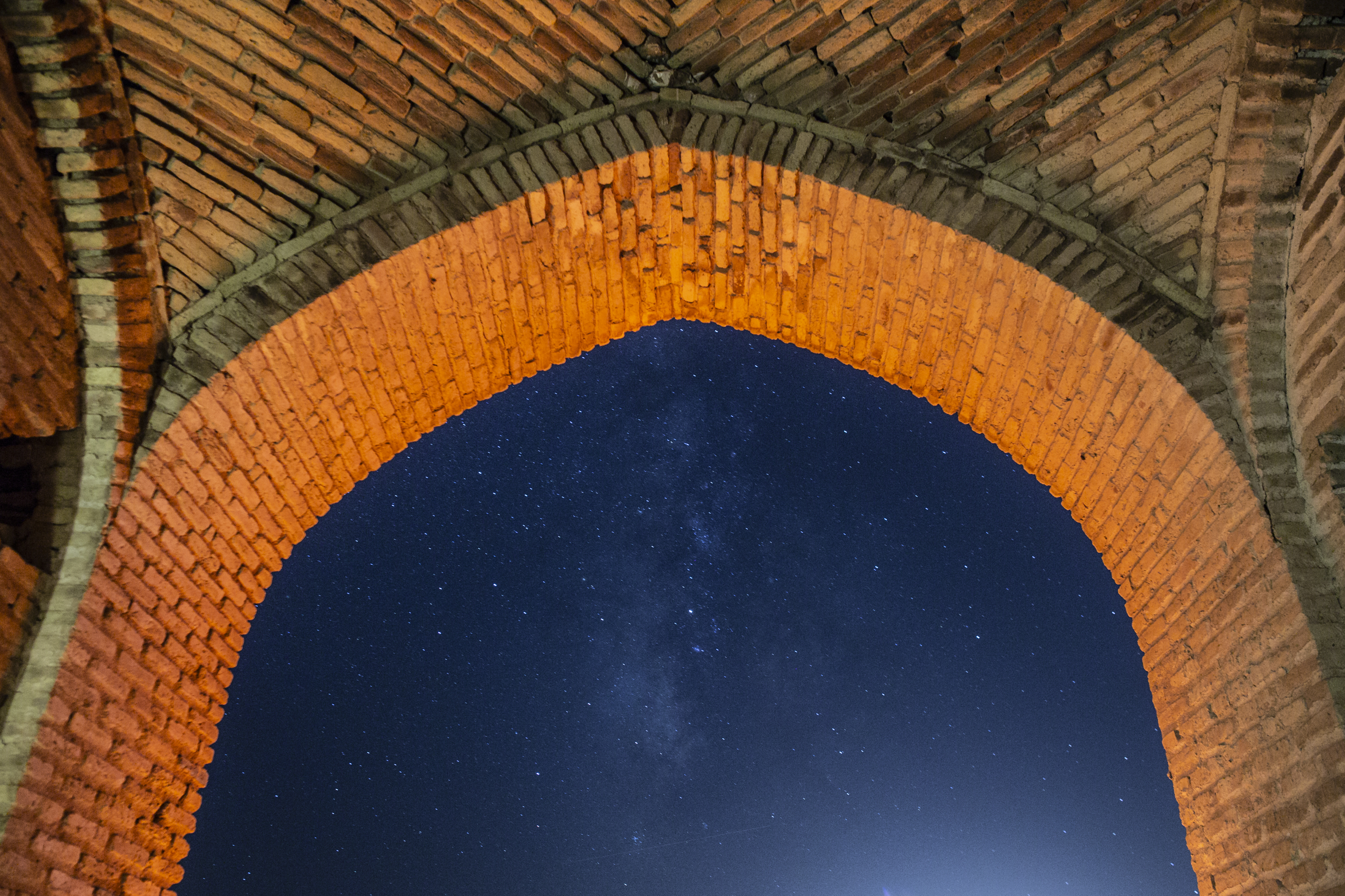
افراز در طاق کاروانسرای ساسانی دیرگچین

اَفراز
[اَف راز] به بلندای تاق گفته می‌شود که از پست‌ترین نقطه چَفد (قوس) به نام پاکار تا بلندترین نقطه در بالای چفد به نام تیزه (در تاق‌های تیزه دار) یا مازه (در تاق‌های مازه دار)را در بر می‌گیرد. بلندی و کوتاهی افراز به نسبت دهانه که خیز نامیده می‌شود از جهت سنجش میزان باری که باید تاق تاب بیاورد اهمیت فراوانی دارد و بسته به دهانه‌های گوناگون و مقدار گرانی و تنش بار، بلنداهای محاسبه شده اندازه‌های گوناگونی را می‌پذیرد. پایبندی به افراز از آن سو که هنگام اجرا همواره ممکن است خیز تاق از دست استادکار خارج شود یا اینکه در شکرگاه که زاویه ۲۲٫۵ درجه‌ای چَفد از پاکار است ممکن است تاق بشکند چنان‌که شکست تاق اغلب در این زاویه از چَفد روی می‌دهد بسیار مهم است. از آنجا که اندازه دقیق افراز و خیز بسیار مهم و دقیق است گاه برای سرعت بیشتر در اجرای تاق که همزمان از دقت خارج نشود از شیوه‌هایی مانند تاق تویزه بهره برده می‌شود؛ اینگونه که از قالب‌های آماده‌ای به نام تویزه بهره برده می‌شود که این روش، به بنای کمتر کارآزموده نیز امکان اجرای دقیق تاق را می‌دهد.